# جاكيتا هوكس
جاكيتا هوكس، حائزة على رتبة الإمبراطورية البريطانية وزمالة الأكاديمية البريطانية (5 أغسطس 1910 - 18 مارس 1996) هي عالمة آثار وكاتبة إنجليزية. كانت أول امرأة تدرس علم الآثار والأنثروبولوجيا في جامعة كامبريدج. وبوصفها متخصصة في علم آثار ما قبل التاريخ، نقّبت عن بقايا إنسان نياندرتال في موقع العصر الحجري القديم (الباليوثي) في جبل الكرمل أو جبل مار الياس، مع عالمتي الآثار يسرا ودوروثي غارود. مثّلت المملكة المتحدة في اليونسكو وكانت أمينة جناح «شعب بريطانيا» في مهرجان بريطانيا.
اشتُهرت على نطاقٍ واسع بكتابها «أرض» (1951)، وكتبت عن علم الآثار بشكلٍ موسّع، جامعةً بين أسلوبٍ أدبي في الكتابة ومعرفةٍ عميقة بالمناظر الطبيعية والحيوات البشرية الماضية، إضافةً إلى توظيفها الأفلام والراديو لإيصال علم الآثار إلى جماهير جديدة. تزوجت في عام 1953 من ج. ب. بريستلي الذي ألفت معه عديدًا من الأعمال. كانت أحد مؤسسي حملة نزع السلاح النووي، وناشطة فاعلة في جمعية إصلاح قانون المثليين. نشرت في عام 1967 فجر الآلهة، وهو تفسير «أنثوي» للحضارة المينوسية (المينوية). كافأ مجلس الآثار البريطاني دفاعها وتأييدها هذا التخصص بمنحها منصب نائب رئيس في عام 1971.

## حياتها المبكرة وتعليمها

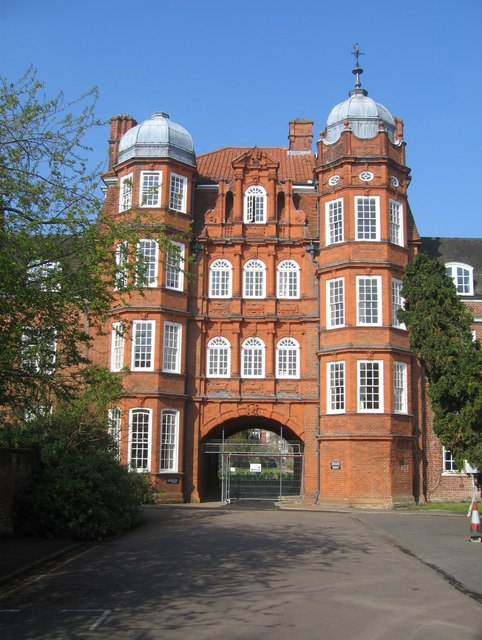
قوس بفيفر (Pfeiffer Arch) معلم معماري مميز يقع في كلية نيونهام (Newnham College)، إحدى الكليات التابعة لجامعة كامبريدج في إنجلترا.

ولدت جيسي جاكيتا هوبكنز في 5 أغسطس من عام 1910 في كامبريدج، وكانت أصغر أبناء السير فريدريك غولاند هوبكنز (1947–1861)، عالم الكيمياء الحيوية والحائز على جائزة نوبل وابن عم الشاعر جيرارد مانلي هوبكنز. والدتها جيسي آن (1956–1869)، ابنة إدوارد ويليام ستيفنز، صانع السفن من رامسجيت. كان لدى جاكيتا أخ واحد وأخت واحدة. التقى والداها في مستشفى غاي حيث كانا يعملان. اهتمت جاكيتا بعلم الآثار منذ الصغر وأجرت أول تحقيقاتها في سن التاسعة عندما اكتشفت قيام منزلها في موقع مقبرةٍ تعود إلى العصور الوسطى، فكانت تتسلل خارجًا في الليل لتحفر في الحديقة.
التحقت جاكيتا بمدرسة بيرس للفتيات منذ عام 1921 وحتى عام 1928، واستمرت في تعليمها خلال عام 1929 لدراسة مرحلة جديدة من علم الآثار والأنثروبولوجيا في جامعة كامبريدج، لتصبح أول امرأة تدرس هذا التخصص. شاركت في سنتها الجامعية الثانية في أعمال التنقيب في موقع روماني بالقرب من كولشيستر، والتقت بزوجها المستقبلي الأول، عالم الآثار كريستوفر هوكس (1992-1905). تخرجت بمرتبة الشرف الأولى من كلية نيونهام.

## مسيرتها المهنية المبكرة
سافرت بعد تخرجها في عام 1932، إلى فلسطين والتحقت بمدرسة الآثار البريطانية في القدس، لتقوم بالتنقيب في جبل الكرمل إلى جانب عالمتي الآثار يسرى ودوروثي غارود. وأشرفت هناك على عمليات التنقيب عن الهيكل العظمي لإنسان النياندرتال. تزوجت عند عودتها من فلسطين من كريستوفر هوكس في 7 أكتوبر في عام 1933 في كلية الثالوث (ترينيتي)، كامبريدج، عندما كان عمرها 22 عامًا.
نشرت مقالتها الأولى في عام 1934 بعنوان «جوانب من العصر الحجري الحديث والعصر الحجري النحاسي في أوروبا الغربية» في مجلة أنتيكويتي. زارت في نفس العام «متحف» الحفريات والجيولوجيا المقام منذ سبع سنوات لديفيد آتينبارا وتبرّعت بعيناتٍ له. قدمت في عام 1935 برنامجًا إذاعيًا لهيئة الإذاعة البريطانية BBC بعنوان «بريطانيا القديمة خارج الأبواب»، وطرحت فيه أفكارًا أساسية حول علم الآثار وناقشتها مع زميليها ستيوارت بيغوت ونويل مايرز. ولدت جاكيتا طفلها الوحيد نيكولاس في عام 1937.
نُشر كتاب هوكس الأول بعنوان علم آثار جيرسي في عام 1938 وهو العمل الثاني ضمن سلسلة حول علم آثار جزر القناة الإنجليزية التي بدأها السير توماس كندريك. ونتيجة النجاح الأكاديمي للبحث انتُخبت هوكس كزميلة في جمعية الآثار. سافرت هوكس في عام 1939 إلى أيرلندا للإشراف على أعمال التنقيب في مقبرة هاريس تاون باسيج، بالقرب من وترفورد. وقد موّل برنامج إغاثة العمالة في مكتب الأشغال العامة أعمال التنقيب تلك.

## الحرب العالمية الثانية
انتقلت هوكس وابنها إلى دورست في وقت مبكر من بداية الحرب، عندما كانت بريطانيا تواجه خطر الغزو. وصفت هوكس في مذكراتها بحثٌ عن الحب، كيف أن «تورطها العاطفي العنيف مع امرأةٍ» في أثناء وجودها في دورست، كان بمثابة «مشاعرَ جياشة مفاجئة، لم أكن أعلم أنني امتلكتها يومًا». وصفت كاتبة سيرتها، كريستين فين، هذه العلاقة بأنها تركت هوكس «في حالةٍ من الارتباك العاطفي». ووصف الكاتب روبرت ماكفارلين هوكس بأنها كانت «ثنائيةً في توجهها الجنسي خلال معظم الثلاثينيات».
عادت هوكس إلى لندن خلال النصف الأخير من قصف ألمانيا للمدينة، وعُرفت تلك العملية في اللغة الألمانية بالبليتز أي «حرب البَرْق»، لتبدأ العمل في الخدمة المدنية. شاركت بدايةً في نقل القطع الفنية من المتحف البريطاني إلى محطة مترو أنفاق ألدويتش لحمايتها. بدأت في عام 1941 كمدير مساعد لأمانة إعادة الإعمار بعد الحرب. أما منصبها التالي فكان في وزارة التعليم منذ عام 1943 وحتى عام 1949، إذ أصبحت سكرتيرة اللجنة الوطنية البريطانية لليونسكو. في أثناء عملها في وزارة التربية والتعليم كانت رئيسة تحرير وحدة الأفلام، حيث مولت وأنتجت فيلم «بداية التاريخ» - وهي محاولة مبكرة لتقديم عصور ما قبل التاريخ من خلال فيلم.
واصلت هوكس النشر خلال عملها مع الحكومة، فنشرت كتاب بريطانيا ما قبل التاريخ (1944، الذي شاركت في تأليفه مع زوجها آنذاك، كريستوفر هوكس)، وبريطانيا المبكرة (1945). استفاد عديدٌ من الطلاب من كتاب بريطانيا ما قبل التاريخ في أربعينيات وخمسينيات القرن العشرين وطُبع وأعيد طبعه أكثر من مرة.
التقت هوكس خلال الحرب بالشاعر والتر ج. تورنر وأقامت معه علاقة خارج إطار الزواج. توفي تورنر بسبب نزيف في المخ في عام 1946 واغتمّت هوكس لذلك. نشرت بعد ذلك مجموعتها الشعرية الوحيدة رموز وتخمينات في عام 1948 مستوحيةً تلك الأشعار من كتابات تورنر وعلاقة حبهما. واستذكرت من خلال الشعر، تجاربها الروحيّة والمادية في مسيرتها المهنية في علم الآثار.
كانت المهمة الرئيسة لهوكس خلال فترة عملها كأمينة، التحضير للمؤتمر الأول لليونسكو الذي عُقد في مكسيكو سيتي في عام 1947. كان أحد ممثلي المملكة المتحدة هو زوجها المستقبلي، ج. ب. بريستلي، بالرغم من أن هوكس عارضت انضمامه في البداية. إلا أنها وقعت في حبه خلال المؤتمر. وصف بريستلي سلوك هوكس بأنه «ثلجٌ من الخارج! نارٌ من الداخل!».

## مهرجان بريطانيا
تركت هوكس الخدمة المدنية في عام 1949 لتعمل كاتبة بدوام كامل. اهتمت بإيصال علم الآثار والفن بطرائق جديدة إلى جماهير جديدة، من خلال الكتابة الإبداعية والأفلام. عيّنها معهد الفيلم البريطاني مسؤولةً في عام 1950. كانت الكتابة بتعاطف، وهو ما اصُطلحت تسميته «الخيال الأثري»، أمرًا أساسيًا في ممارستها. كان أحد مشاريعها الإبداعية الأولى عملها كمستشارة أثرية لمهرجان بريطانيا في عام 1951، فجاءت بفكرة جناح «شعب بريطانيا». كان الجناح من تنفيذ هنري توماس كادبوري براون وتصميم جيمس غاردنر. أظهرت رؤيا الجناح الذي أبدعته هوكس، مواقع أثرية كما لو أنها كانت تُكتشف للمرة الأولى، بدءًا من مقبرة ما قبل تاريخية، إلى قلادة ذهبية من العصر البرونزي، إلى أرضيةِ فسيفساءٍ رومانية. وبعد القسم الروماني، يرى الزوار إعادة خلقٍ لمقابر ساتون هوو.